# Gamsräude

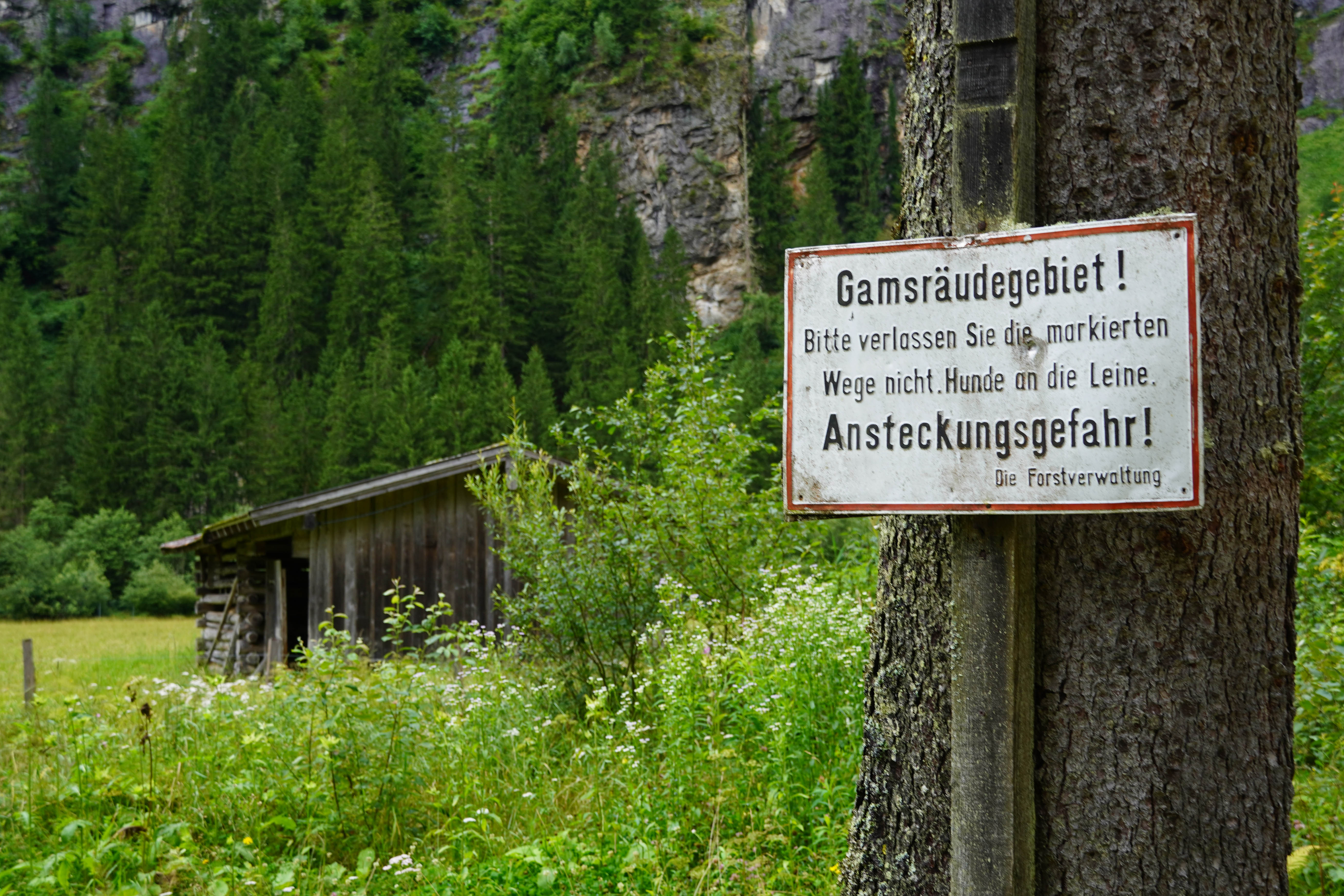
Hinweistafel, Warnung vor Gamsräude

Die Gamsräude ist eine parasitäre Hauterkrankung, die durch die Räudemilbe Sarcoptes rupicaprae hervorgerufen wird. Sie ist eine der gefährlichsten Krankheiten bei Gämsen, die bei seuchenartigem Auftreten zu hohen Verlusten führt.

## Erreger
Erreger der Gamsräude ist die Grabmilbe Sarcoptes rupicaprae. Ihre Größe beträgt 0,2 bis 0,4 Millimeter. Sie lebt in der Haut des Gamswildes. Die weibliche Milbe legt 30 bis 50 Eier in Bohrgänge. Bereits 2 bis 3 Wochen nach dem Schlüpfen pflanzen sich die Milben fort. Außerhalb des Wirtskörpers ist die Lebensdauer beschränkt.

## Übertragung
Die Übertragung der Grabmilben erfolgt meist durch direkten Hautkontakt zwischen den einzelnen Tieren. Böcke und Geißen stecken sich meist bei der Begattung an. Die Geißen werden zuerst am Bauch und den Laufinnenseiten, die Böcke an der Unterbrust befallen. Die Lebensweise in Herden verstärkt die Ansteckung. Seltener erfolgt sie durch indirekte Ansteckung, wie Benützung derselben Lager, Scheuerstellen oder bei Salzlecken. Die Verbreitung durch Insekten oder andere Tiere nach Kontakt ist gering. Die Häufigkeit des Auftretens der Gamsräude steht in Korrelation zur Populationsdichte.
Eine Übertragung auf den Menschen ist möglich. Da der Mensch ein Fehlwirt ist, kann sich eine Pseudokrätze entwickeln. Die Hautveränderungen sind nicht so ausgeprägt wie bei den Tieren und treten vor allem auf dem Rumpf und auf den Armen auf. Der Juckreiz hingegen kann sehr stark sein.

## Pathogenese
Räudemilben ernähren sich von Hautzellen und Gewebeflüssigkeit und setzen in den Bohrgängen Kot ab, was zu hochgradigem Juckreiz und infolge des Kratzens zu entzündeten und verkrusteten Hautstellen führt. Es treten immer dickere Hautkrusten und schließlich dicke Borken auf.  An den betroffenen Stellen fallen die Haare großflächig aus. Wichtige Körperfunktionen wie Wärmeregulation und Stoffwechsel sind gestört. Pro Quadratzentimeter Haut können bis zu 1000 Milben leben.

## Krankheitsverlauf und Diagnose
Die Tiere zeigen während des ganzen Jahres ein auffällig unruhiges Verhalten. Sie kratzen sich mit den Beinen und den Hörnern, beißen sich ins Fell und scheuern sich an Gegenständen. Im fortgeschrittenen Stadium kommt es zu Rissen, Schürfwunden, Haarausfall, Borkenbildung und schuppigen Hautfalten. Einige der Tiere sterben.
Gämsen im guten Ernährungszustand und hoher Widerstandskraft können Milben haben ohne zu erkranken.
Diese stummen Parasitenträger sind verantwortlich, dass in einem Räudegebiet,
wenn der Bestand sich erholt hat, es wieder zum Ausbruch der Seuche kommen
kann.

## Schwer erkrankte Tiere
Bei schwer erkrankten Tieren, nicht aber bei normalem Krankheitsbefall, sieht das Jagdrecht allgemein, nicht nur bei Räude, den Hegeabschuss vor.